# 171
Римська імперія •  Парфянське царство •  Кушанське царство •  Східна Хань •  Сармати

## Геополітична ситуація
У Римській імперії  третій рік одноосібно править Марк Аврелій (до 180). Імперія  займає Апеннінський, Піренейський та Балканський півострови, Галлію, частину Британії, Близький Схід, Північну Африку включно з Єгиптом. В імперії лютує чума Антоніна. Пограничні області перебувають під натиском германців. 
Наймогутніша держава центральної Азії — Парфянське царство. Наймогутніша держава Індостану — Кушанське царство. Династія Хань править у Китаї.  Корейський півострів ділять між собою Три корейські держави. 
Триває докласичний період цивілізації мая.
На території майбутньої України, в степах Причорномор'я, кочують сармати, північніше — племена Черняхівської культури.

## Події
- Консулами у Римі були Тит Статілій Север та Луцій Альфідій Геренніан.
- Римський імператор Марк Аврелій зумів зняти облогу Аквілеї й витіснити макроманів з Італії.
- Рим уклав мирні договори з квадами і язигами, а також союз із вандалами.
- Маври ввірвалися в Бетику.